# 甚目裕夫
甚目 裕夫（はだめ ひろお、1960年5月13日 - ）は、日本のピアニスト、音楽プロデューサー。

## 来歴
愛知県海部郡甚目寺町（現・あま市）出身、名古屋市在住。国立音楽大学教育音楽科一類卒業、 同大学院音楽教育学修了。
チェントロリリカ（株式会社 CENTRO LIRICA）代表取締役。一般社団法人スター・クラシックス協会講師。株式会社 Sound Innovation 取締役。SSH（スーパーサイエンスハイスクール） などの、次世代のリーダーの養成のための講演。

## 職歴

### プロデューサーとして
- 1995年 - 中日新聞主催オペラトークをきっかけに、監督プロデュースに傾倒する。
- 1995年～1999年 - 度々イタリアのマスタークラスに招かれる。
- 1998年 - 自身のサロン会主宰。
- 1999年～2003年 - オペラトーク再演、頼近美津子と共演する。
- 2001年 -「楽しいオペラ 悲しいオペラ」（愛知県文化振興事業団）。
- 2005年 - 愛知万博イタリア館音楽監督、イタリア村総合音楽監督として、開幕から4回にわたりコンサートプロデュースを手掛ける。
- 2005年～2008年 - サン・マルコ楽団編成監督。CD『憧れのベニス』発売。
- 2006年～2010年 - 名古屋堀川ウォーターマジックフェスティバルに携わり“まちづくり”に傾倒する。
- 2004年～2014年 - 山形県庄内映画村音楽顧問として、映画『蟬しぐれ』啓蒙のための侍コンサート5回を開催する。
- 2009年～2014年 - 山形県庄内町活性化アドバイザーとして行政側から響ホールプロデュースを手掛ける。
- 2006年以降 - 豊田市文化振興財団、豊田市コンサートホール。

40回にわたるお昼のコンサート（共・名古屋フィルハーモニー交響楽団、井上京、都築義高) 、世界紀行として、「カンツォーネ ナポレターナ」「アイリッシュの夕べ」、オペラでは『蝶々夫人』『トスカ』「Verdi vs Wagner」、また藤原歌劇団団会員やイタリアのMusica Riva Festivalの協力を得て、『椿姫』『愛の妙薬』『ラ・ボエーム』「オペラコミック」などを監督プロデュースし、演奏をする傍ら、文化の定点観測として、2011年、2017年、2018年、農村舞台に力を注ぐ。
2008年以降、中国や韓国 大邱広域市の啓明大学からマスタークラス、オーディション審査など定期的に招待される。
2012年以降、イタリア　ムジカ リーバ フェスティバル、及びジェノバ国際青年音楽祭等の各音楽祭にて協力者として尽力する。特に、ムジカ リーバ フェスティバルの一環である、名門ザンドナイ国際オペラコンクールでは審査員を務める。
40か国数百人単位の歌手達に触れ、多くの若い歌手やコレペティートルを世界の歌劇場へ指揮者の協力も得て輩出する。
イタリアを中心とする世界的著名なオペラ歌手と共に、国際的な視点で、独創的なオペラ企画、コンサートプロデュースを行っている。

### ピアニストとして
1986年～2001年、幼少からの師である名古屋芸術大学音楽学部名誉教授取越哲夫と夫人、中川牧三の薫陶により、ジーノ・ベーキ、ジュゼッペ・タッディを始めとする往年のイタリア人オペラ歌手との出会い、ベルカントへの興味を深める。その後、ピアニストとして、イタリア人を中心に、ドイツ、オーストリア、フランス、スペイン、アメリカ、アイルランド、ロシア、ポーランド、ルーマニアなど、常にネイティブ歌手に接しながら繰り返し共演し、必要言語、発声を習得する。
現在も、ミケーラ・ズブルラーディ、ジョルジョ・ロールミ、Musica Riva Festival ミエッタ・シーゲレらとの親交が深い。
2008年以降 - 韓国との連携コンサートより定期的に招待を受ける。

### 指導者として
- 1997年～2003年 - NHK『中学生日記』で知られる名古屋放送児童劇団の指導に携わり、歌唱指導、録音、また音楽教師として出演する。Super Sience Highschoolにて リーダー養成講演も定期的に行う。
- 一般社団法人スター・クラシックス協会 講師。
- 2009年以降 - 早稲田大学国際教養学部非常勤講師として、Opera: History and its development /practical course and workshop を担当。
- 2018年以降 - 名古屋工業大学で英語プレゼンテーションの非常勤講師。